# Commission des affaires économiques et monétaires
Pour les articles homonymes, voir Commission des Affaires économiques (homonymie).
La commission des affaires économiques et monétaires (ECON) est l'une des 22 commissions et sous-commissions du Parlement européen, qui est responsable de la réglementation des services financiers, de la libre circulation des capitaux et des paiements, des politiques fiscales et de concurrence, de la surveillance de la BCE et du système financier international.

## Rôle
Depuis la création de l'Union économique et monétaire, le principal rôle de cette commission est une forme de contrôle de la banque centrale européenne (BCE). Si la BCE est indépendante, elle est tout de même responsable devant cette commission.
Tous les trois mois, le président de la BCE, ou occasionnellement son adjoint, est auditionné devant la commission dans le cadre du « dialogue monétaire » ; il y fait un rapport sur la politique monétaire, les mesures prises et les perspectives d'avenir et répond ensuite aux questions des députés.
En 2020, la commission ECON a également créé une sous-commission dédiée aux affaires fiscales, dont le président est le néerlandais Paul Tang.

## Principaux membres

### Législature 2009-2014
| Nom                         | Position au sein de la commission | Pays        | Groupe politique |
| --------------------------- | --------------------------------- | ----------- | ---------------- |
| Sharon Bowles               | Présidente                        | Royaume-Uni | ADLE             |
| José Manuel García-Margallo | Vice-président                    | Espagne     | PPE              |
| Arlene McCarthy             | Vice-présidente                   | Royaume-Uni | S&D              |
| Theodor Stolojan            | Vice-président                    | Roumanie    | PPE              |
| Edward Scicluna             | Vice-président                    | Malte       | S&D              |

### Législature 2014-2019
| Nom               | Position au sein de la commission | Pays        | Groupe politique |
| ----------------- | --------------------------------- | ----------- | ---------------- |
| Roberto Gualtieri | Président                         | Italie      | S&D              |
| Brian Hayes       | Vice-président                    | Irlande     | PPE              |
| Peter Simon       | Vice-président                    | Allemagne   | S&D              |
| Kay Swinburne     | Vice-présidente                   | Royaume-Uni | CRE              |
| Luděk Niedermayer | Vice-président                    | Tchéquie    | PPE              |

### Législature 2019-2024
| Nom                   | Position au sein de la commission | Pays     | Groupe politique |
| --------------------- | --------------------------------- | -------- | ---------------- |
| Irene Tinagli         | Présidente                        | Italie   | S&D              |
| Luděk Niedermayer     | Vice-président                    | Tchéquie | PPE              |
| Stéphanie Yon-Courtin | Vice-présidente                   | France   | RE               |
| Derk Jan Eppink       | Vice-président                    | Pays-Bas | CRE              |
| José Gusmão           | Vice-président                    | Portugal | GUE/NGL          |

### Législature 2024-2029[2]

#### Première moitié
| Nom               | Position au sein de la commission | Pays         | Groupe politique |
| ----------------- | --------------------------------- | ------------ | ---------------- |
| Aurore Lalucq     | Présidente                        | France       | S&D              |
| Damian Boeselager | Vice-président                    | Allemagne    | Verts/ALE        |
| Ľudovít Ódor      | Vice-président                    | Slovaquie    | RE               |
| Luděk Niedermayer | Vice-président                    | Tchéquie     | PPE              |
| à déterminer      | Vice-président                    | à déterminer | à déterminer     |